# Mount Sterling, Ohio
Mount Sterling là một làng thuộc quận Madison, tiểu bang Ohio, Hoa Kỳ. Năm 2010, dân số của làng này là 1782 người.

## Dân số
- Dân số năm 2000: 1865 người.
- Dân số năm 2010: 1782 người.